# Sead Hakšabanović
Sead Hakšabanović (Hyltebruk, Suecia, 4 de mayo de 1999) es un futbolista montenegrino que juega como centrocampista en el Malmö FF de la Allsvenskan.

## Trayectoria
Nació en el pequeño pueblo de Hyltebruk a 35 millas al noreste de Halmstad, uniéndose al club del Halmstad BK a la edad de seis años en 2006. Con tan solo 15 años, once meses y seis días, el 9 de abril de 2015 Haksabanovic debutaba en la Allsvenskan. En esa misma temporada, el Halmstad BK, acabaría descendiendo a la Superettan, pero Sead comenzaría a ganarse un nombre. 
En la siguiente temporada, en concreto en la segunda división sueca, fue el líder de un equipo que acabaría ascendiendo y un fijo en las convocatorias de la selección sub-17, donde coincidió con Alexander Isak y más tarde en la sub-19.
En 2017 firmó por el West Ham United Football Club por cinco temporadas tras el pago de unos tres millones de euros al club sueco.
En agosto de 2018 fue cedido al Málaga Club de Fútbol de España por una temporada. En enero de 2019 se canceló su cesión y se marchó al IFK Norrköping a préstamo hasta 2020. El 13 de junio de 2020 fue adquirido en propiedad, permaneciendo un año más en el club hasta ser traspasado al F. C. Rubin Kazán.
En marzo de 2022 suspendió su contrato con el club ruso y regresó a Suecia para jugar en el Djurgårdens IF hasta junio. Tras esta cesión fue traspasado al Celtic F. C., equipo con el que firmó por cinco años. En el primero de ellos consiguió ganar los tres títulos nacionales y el segundo fue cedido al Stoke City F. C. Al finalizar la campaña volvió nuevamente al fútbol sueco después de fichar por el Malmö FF.

## Selección nacional
En 2017, a pesar de haber jugado en categorías inferiores con Suecia, decidió ser internacional con la selección de fútbol de Montenegro, país de nacimiento de su padre. El 10 de junio de 2017 hizo su gran debut internacional, cuando jugó los últimos seis minutos de la victoria de su país por 4-1 en las eliminatorias de la Copa Mundial de la FIFA sobre Armenia, que los mantuvo en segundo lugar en el grupo E.

## Clubes
| Club                      | País       | Año       |
| ------------------------- | ---------- | --------- |
| Halmstads BK              | Suecia     | 2015-2017 |
| West Ham United F. C.     | Inglaterra | 2017-2020 |
| Málaga C. F. (cedido)     | España     | 2018-2019 |
| IFK Norrköping (cedido)   | Suecia     | 2019-2020 |
| IFK Norrköping            | Suecia     | 2020-2021 |
| F. C. Rubin Kazán         | Rusia      | 2021-2022 |
| Djurgårdens IF (cedido)   | Suecia     | 2022      |
| Celtic F. C.              | Escocia    | 2022-2024 |
| Stoke City F. C. (cedido) | Inglaterra | 2023-2024 |
| Malmö FF                  | Suecia     | 2024-     |

## Palmarés

### Títulos nacionales
| Título                     | Club         | País    | Año  |
| -------------------------- | ------------ | ------- | ---- |
| Copa de la Liga de Escocia | Celtic F. C. | Escocia | 2023 |
| Scottish Premiership       | Celtic F. C. | Escocia | 2023 |
| Copa de Escocia            | Celtic F. C. | Escocia | 2023 |
| Allsvenskan                | Malmö FF     | Suecia  | 2024 |